# Joel King
Joel Bruce King (Figtree, 30 ottobre 2000) è un calciatore australiano, difensore del Sydney FC.

## Caratteristiche tecniche
È un terzino sinistro.

## Carriera

### Club
Cresciuto nel settore giovanile del Sydney FC, debutta in prima squadra il 27 aprile 2019 in occasione dell'incontro di A-League perso 2-0 contro il Newcastle Jets.
Il 29 gennaio 2022 viene acquistato dai danesi dell'Odense.

### Nazionale
Nel 2021 viene convocato dalla nazionale olimpica australiana per prendere parte alle Olimpiadi di Tokyo. Debutta il 22 luglio in occasione dell'incontro contro l'Argentina.
Il 27 gennaio 2022 fa il suo esordio in nazionale maggiore nel successo per 4-0 contro il Vietnam.

## Statistiche
Statistiche aggiornate al 28 dicembre 2024.

### Presenze e reti nei club
| Stagione        | Squadra         | Campionato      | Campionato | Campionato | Coppe nazionali | Coppe nazionali | Coppe nazionali | Coppe continentali | Coppe continentali | Coppe continentali | Altre coppe | Altre coppe | Altre coppe | Totale | Totale | Totale |
| Stagione        | Squadra         | Comp            | Pres       | Reti       | Comp            | Pres            | Reti            | Comp               | Pres               | Reti               | Comp        | Pres        | Reti        | Pres   | Reti   |        |
| --------------- | --------------- | --------------- | ---------- | ---------- | --------------- | --------------- | --------------- | ------------------ | ------------------ | ------------------ | ----------- | ----------- | ----------- | ------ | ------ | ------ |
| 2018-2019       | Sydney FC       | AL              | 1          | 0          | CA              | 0               | 0               | ACL                | 2                  | 0                  |             | -           | -           | 3      | 0      |        |
| 2019-2020       | Sydney FC       | AL              | 26         | 0          | CA              | 1               | 0               | ACL                | 5                  | 0                  |             | -           | -           | 32     | 0      |        |
| 2020-2021       | Sydney FC       | AL              | 28         | 0          | CA              | 0               | 0               |                    | -                  | -                  |             | -           | -           | 28     | 0      |        |
| 2021-gen.2022   | Sydney FC       | AL              | 8          | 0          | CA              | 4               | 0               |                    | -                  | -                  |             | -           | -           | 12     | 0      |        |
| gen.-giu.2022   | Odense          | SL              | 5+6        | 0          | CD              | 1               | 0               |                    | -                  | -                  |             | -           | -           | 12     | 0      |        |
| 2022-2023       | Odense          | SL              | 6          | 0          | CD              | 1               | 1               |                    | -                  | -                  |             | -           | -           | 7      | 1      |        |
| Totale Odense   | Totale Odense   | Totale Odense   | 17         | 0          |                 | 2               | 1               |                    | 0                  | 0                  |             | 0           | 0           | 19     | 1      |        |
| 2022-2023       | Sydney FC       | AL              | 13         | 0          | CA              | 0               | 0               |                    | -                  | -                  |             | -           | -           | 13     | 0      |        |
| 2023-2024       | Sydney FC       | AL              | 20         | 3          | CA              | 4               | 0               |                    | -                  | -                  |             | -           | -           | 24     | 3      |        |
| 2024-2025       | Sydney FC       | AL              | 7          | 0          | CA              | 1               | 0               | AFC Two            | 5                  | 0                  |             | -           | -           | 13     | 0      |        |
| Totale Sydney   | Totale Sydney   | Totale Sydney   | 103        | 3          |                 | 10              | 0               |                    | 12                 | 0                  |             | 0           | 0           | 125    | 3      |        |
| Totale carriera | Totale carriera | Totale carriera | 120        | 3          |                 | 12              | 1               |                    | 12                 | 0                  |             | 0           | 0           | 144    | 4      |        |

## Palmarès

### Club

#### Competizioni nazionali
- Australia Cup: 1

Sydney FC: 2023